# Witvoorhoofdmanakin
De witvoorhoofdmanakin (Lepidothrix serena, synoniem: Pipra serena) is een zangvogel uit de familie Pipridae (manakins).

## Verspreiding en leefgebied
Deze soort komt voor in zuidoostelijk Guyana, Suriname, Frans-Guyana en amazonisch noordelijk Brazilië.

## Status
De grootte van de populatie is niet gekwantificeerd maar de soort wordt omschreven als vrij algemeen. Op de Rode lijst van de IUCN heeft deze soort de status niet bedreigd.